# Karl Heym (Politiker)
Karl Heym (* 24. Dezember 1902 in Suhl; † 7. Juli 1981) war ein deutscher Parteifunktionär (SPD/SED), Widerstandskämpfer gegen den Nationalsozialismus und Kommunalpolitiker (SED).

## Leben
Heym war der Sohn des antifaschistischen Widerstandskämpfers Guido Heym und trat politisch in dessen Fußstapfen. Heym war im März 1920 an der Niederschlagung des Kapp-Putsches im ehemaligen Freistaat Gotha beteiligt. Bei einer Begegnung mit Walter Ulbricht aus Anlass des 50. Jahrestages der Niederschlagung des Kapp-Putsches am 20. März 1970 in Suhl, sagte Heym, „dass in Suhl nicht nur Gewehre gebaut wurden, sondern dass die Arbeiter es auch verstanden, damit umzugehen.“ Im Jahr 1921 leitete er den Unterbezirk Suhl des Kommunistischen Jugendverbands Deutschlands (KJVD) und folgte seinem Vater 1927 auch in den Leninbund nach. Seit 1928 war er Mitglied in der Sozialdemokratischen Partei Deutschlands (SPD).
Nach der Machtübernahme der NSDAP 1933 setzte er seine politische Tätigkeit illegal fort. Am 8. Juni 1944 wurde er festgenommen und in das Landesgefängnis Ichtershausen gebracht. Am 9. April 1945 wurde er nach der Tschechoslowakei verschleppt. Durch Flucht konnte er einem Todestransport entkommen und seine Mutter Anna im April 1945 aus dem Gefängnis Meiningen nach Hause holen.
Nach dem Ende der NS-Diktatur ernannten ihn US-amerikanische Besatzungsoffiziere zum Landrat von Suhl/Schleusingen. Dieses Amt behielt er auch während der sowjetischen Besetzung bis 1950. Außerdem war er 1948/49 Mitglied des 1. Volksrates der SBZ. Obwohl in die Sozialistische Einheitspartei (SED) eingetreten, wurde er von dieser aus dem Amt und weiteren politischen Funktionen gedrängt. Er verließ 1951 die DDR, zog aber später wieder zurück, durfte allerdings nicht wieder nach Suhl zurückkommen, sondern musste in Meuselwitz und Rudolstadt leben. Erst 1956 durfte er in seine Heimatstadt zurückkehren, wo er als Geschäftsführer der Sozialversicherung tätig war.  

## Auszeichnungen
- 1972 Vaterländischer Verdienstorden in Silber und 1977 in Gold